# لکایم
لکایم  یک منطقهٔ مسکونی در امارات متحده عربی است که در فجیره واقع شده‌است.

## خصوصیات
لکایم   ۳۴۶ متر بالاتر از سطح دریا واقع شده‌است.